# Spiral Scratch (EP)
Spiral Scratch fue el primer EP y disco debut de la banda punk inglesa Buzzcocks, lanzado el 29 de enero de 1977 por el sello discográfico fundado por la misma banda, New Hormones. Es uno de los pocos materiales oficialmente lanzados que contenía a la formación donde el cantante era Howard Devoto, mientras que los hasta ahora miembros más duraderos, Pete Shelley y Steve Diggle iban en guitarra solamente y bajo, respectivamente; y John Maher (quien permanecería hasta los años 1990) estaba en la batería. Al mes siguiente, y luego de algunos conciertos, Howard Devoto saldría de la banda cansado del punk y para terminar sus estudios en la escuela politécnica de Bolton, donde conoció a Pete Shelley, formando meses después su banda post-punk Magazine. Después de su partida Buzzcocks se iría consolidando con Shelley como cantante y guitarrista. El disco fue producido por Martin "Zero" Hannett (acreditado como Martin Zero, tal como lo hacía en los discos que producía en ese momento), quien poco después sería famoso por producir a Joy Division y otras bandas del poco después fundado sello Factory Records y de la ciudad de Mánchester.
En posteriores grabaciones, ya sin Devoto, Pete Shelley ocuparía el lugar de la voz sin dejar el de la guitarra, mientras que Diggle dejaría el bajo por la guitarra y cantaría algunas canciones.

## Contenido

### Lado A
1. Breakdown (3rd take No dubs)
2. Time's Up (1st take Guitar dub)

### Lado B
1. Boredom (1st take Guitar dub)
2. Friends Of Mine (1st take Guitar dub)